# رقمة نورادوبسية الأوراق
الرقمة نورادوبسية الأوراق (باللاتينية: Erodium neuradifolium) نوع نباتي يتبع جنس الرقمة من الفصيلة الغرنوقية.
أوراقه تشبه أوراق نبات النورادوبسيس (باللاتينية: Neuradopsis).

## الموئل والانتشار
موطنها بلاد الشام ومصر والمغرب العربي وبعض مناطق حوض البحر الأبيض المتوسط.

## مرادفات للاسم العلمي
- (باللاتينية: Erodium aegyptiacum Boiss.)
- (باللاتينية: Erodium aragonense Loscos)
- (باللاتينية: Erodium meynieri Maire)
- (باللاتينية: Erodium chium subsp. aragonense (Loscos) Maire)
- (باللاتينية: Erodium malacoides subsp. aragonense (Loscos) O. Bolòs & Vigo)